# Adi Tekelezan (Distrikt)
Der Distrikt Adi Tekelezan ein Distrikt in Eritrea in der Region Anseba, mit Adi Tekelezan als Hauptstadt.